# Javier Jiménez Jiménez
Javier Jiménez Jiménez (Tuxtla Gutiérrez, Chiapas; 16 de octubre de 1968) es un político, contador y profesor mexicano miembro de Morena. Se ha desempeñado como Oficial Mayor del Consejo de la Judicatura, además de Consejero Nacional de Morena. Desde 2018 se desempeña como Secretario de Hacienda del Estado de Chiapas. 

## Biografía
Nació en Tuxtla Gutiérrez Chiapas el 16 de octubre de 1968. 
Es licenciado en contaduría pública (1988 - 1992) por la Facultad de Contaduría y Administración Campus l de la Universidad Autónoma de Chiapas en Tuxtla Gutiérrez
Cursó la Maestría en Contaduría Pública entre 1997 y 1999, en la División de Posgrado de la Universidad Autónoma de Chiapas, Tuxtla Gutiérrez, Chiapas.

## Trayectoria laboral y política
Se ha desempeñado como profesional independiente con servicios de consultoría y auditor externo a empresas públicas y privadas. Fue catedrático de la Universidad Autónoma de Chiapas desde el año 1994 al 2018, impartiendo materias de las ciencias administrativas, donde fungió como sinodal y revisor de tesis profesionales.
En su trayectoria política, fue Candidato Suplente a la diputación local del Distrito II, en Chiapas, por el Partido Alianza Social, en el año 2001.
Fue Presidente del Colegio de Contadores Públicos Chiapanecos, A.C. en el periodo 2010-2012, del cual es miembro activo, al igual que del Instituto Mexicano de Contadores Públicos A.C.
Actualmente es miembro activo del Partido Movimiento de Regeneración Nacional.
Se desempeña como Secretario de Hacienda del Estado de Chiapas, desde el año 2018 a la fecha.
Fue nombrado coordinador de la Comisión Permanente de Funcionarios Fiscales en la LI Reunión Nacional de Funcionarios Fiscales, el 4 de diciembre de 2022 en Chiapas.